# 고금중학교
고금중학교(古今中學校)는 대한민국 전라남도 완도군 고금면 농상리에 있는 공립 중학교이다.

## 학교 연혁
- 1960년 5월 8일 : 고금중학교 개교
- 1961년 4월 3일 : 초대 송지현 교장 부임
- 2024년 2월 7일 : 제62회 졸업식 14명 졸업(총 졸업생수 10,320명)
- 2024년 3월 1일 : 제30대 안금희 교장 부임
- 2024년 3월 4일 : 신입생 19명 입학

## 참고 자료
- 고금중학교 - 한국교육학술정보원 학교알리미